# Sơn dương Đông Kavkaz
Sơn dương Đông Kavkaz (Capra cylindricornis) là loài vật thuộc họ dê cừu sinh sống ở nửa phía đông dãy núi Đại Kavkaz, tại Azerbaijan, Georgia và lãnh thổ châu Âu của Nga. Sơn dương Đông Kavkaz sống ở địa hình đồi núi gồ ghề, nơi thức ăn của loài chủ yếu là cỏ và lá cây; là con mồi của sói thảo nguyên, linh miêu Á-Âu và có thể cả gấu nâu Syria và báo Ba Tư. Loài này đôi khi được xem là một phân loài của Sơn dương Tây Kavkaz (Capra caucasica) và đôi khi là một loài đầy đủ theo đúng nghĩa của chúng. Loài này được IUCN liệt kê là sắp bị đe dọa.

## Môi trường sống
Phạm vi loài này được giới hạn dãy núi Kavkaz lớn giữa 800 và 4.000 m (2.600 ft và 13,100) so với mực nước biển, khoảng kéo dài từ núi Shkhara (Gruzia) ở phía tây đến núi Babadag (Azerbaijan) ở phía đông. Rìa phía tây của dãy núi phân bố của sơn dương Đông Kavkaz vẫn chưa có rõ ràng, vì nó trùng lắp với sơn dương Tây Kavkaz (Capra caucasica).
Hầu hết các quần thể các loài động của con người và tránh vào trong địa hình mở vì vô cùng cứng và cao khoảng 3.000 m. Tại các khu vực không có hoặc có rất ít hoạt động của con người, sơn dương chiếm chỗ ở địa hình thoai thoải và thấp hơn nhiều. Một mảnh của một vùng đất có địa hình tối ưu, khí hậu và mức độ tác động của con người cho các loài có nhiều khả năng chứa các loài nếu diện tích của chúng lớn hơn và khoảng cách của nó tới các loài trong quần thể gần nhất.

## Đặc điểm

### Cơ thể
Sơn dương miền đông là loài động vật giống dê với các cơ quan lớn nhưng hẹp và chân ngắn, và biểu hiện sự lưỡng hình giới tính đáng kể về mặt tổng thể đối với kích thước và sự phát triển sừng. Con đực trưởng thành khi đứng cao khoảng 105 cm (41 in) tính đến vai, và đo được 190 cm (75 in) chiều dài đầu-cơ thể, và chúng nặng khoảng 140 kg (310 lb). Các thông số tương đương với con cái trưởng thành là 85 cm (33 in) cho chiều cao vai, 138 cm (54 in) cho chiều dài đầu-cơ thể, và chỉ nặng 56 kg (123 lb). Con đực có sừng hơi mang hình lyre đã đạt tới 70–90 cm (28–35 in) về chiều dài, trong khi ở những con cái thường chỉ dài từ 20–22 cm (7,9-8,7 in).
Những lớp lông khoác mùa hè là ngắn và có màu cát vàng, với phần dưới màu trắng bẩn. Ngoài ra, các đường sọc màu nâu sẫm dọc theo bề mặt trước chân và trên bề mặt trên của cái đuôi. Trong mùa đông, lớp lông của con đực và con cái còn tơ trở nên hơi xám màu, nhưng nếu không vẫn tương tự. Tuy nhiên, lớp lông mùa đông của con đực trưởng thành có một màu nâu sẫm rắn rỏi, không có các dải nhìn thấy được trên hai chân.
Con đực phát triển một bộ râu với lớp lông vào mùa đông của chúng trong năm thứ hai và đạt chiều dài đầy đủ của khoảng 12 cm (4,7 in) vào năm thứ tư hoặc thứ năm của chúng. So với các loài dê khác, râu của sơn dương miền đông là tương đối cứng, và dự phần nào về phía trước chĩa ra, chứ không rủ xuống. Các bộ râu là nhỏ hoặc hoàn toàn không thấy ở con cái, và ở con đực trong lớp lông mùa hè của chúng.

### Tập tính ăn

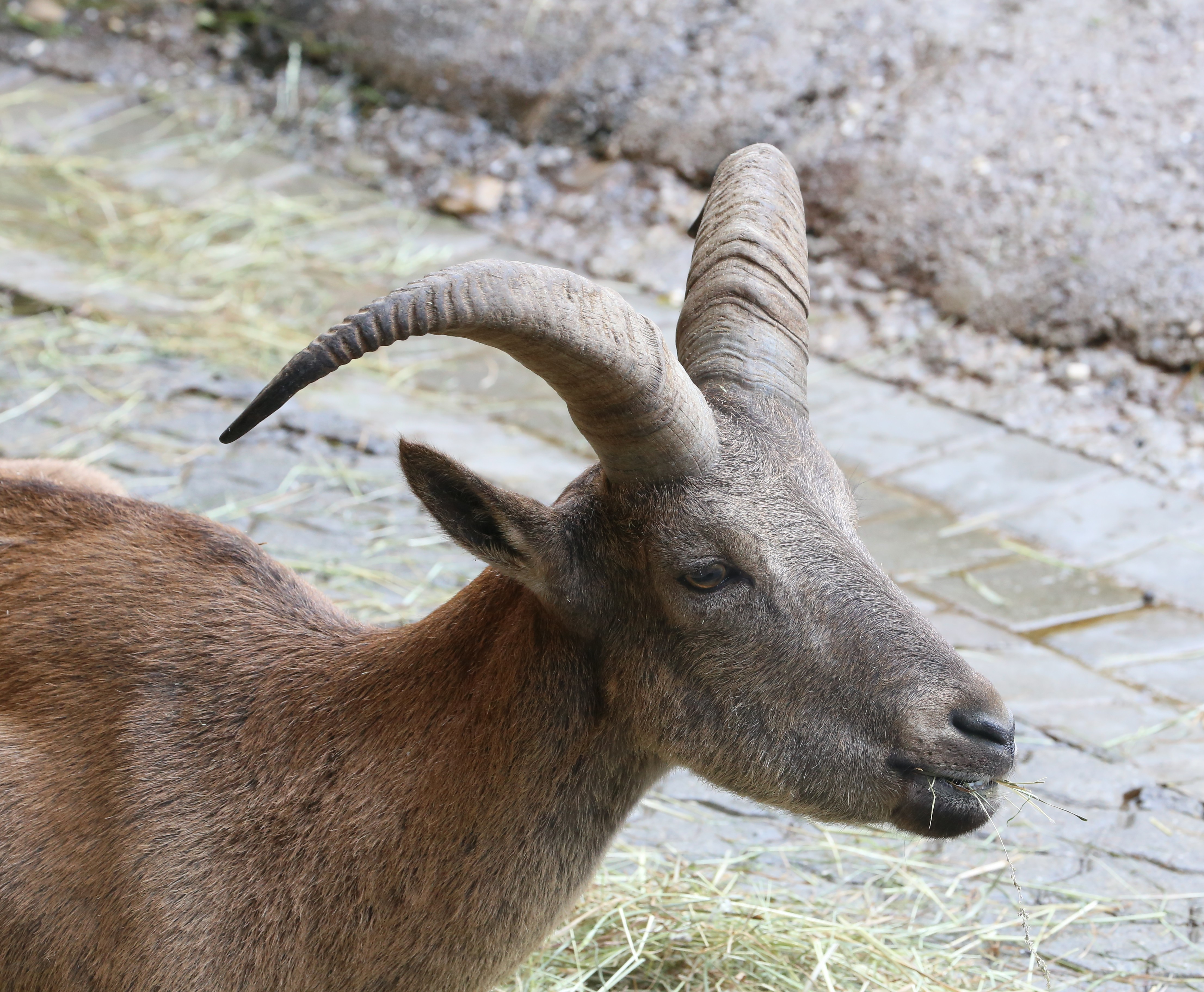
Một con sơn dương đực đang ăn cỏ khô

Trong những tháng ấm áp, chúng thường ăn uống trong khoảng thời gian trong suốt buổi chiều muộn, đêm và buổi sáng, với thời gian nóng nhất trong ngày chúng sẽ nghỉ ngơi ở những nơi có bóng râm. Vào mùa đông, những đàn có thể vẫn còn lảng vảng trong đồng cỏ mở suốt ngày, luân phiên ăn uống và nghỉ ngơi. Phạm vi hoạt động hàng ngày có thể bao gồm từ 15 đến 20 km (9,3-12,4 mi). Chúng ăn hầu như tất cả các loại thực vật có sẵn, nhưng thích các loài hoa vào mùa xuân và mùa hè, các loại cỏ, cây cối và cây bụi vào mùa thu và mùa đông.
Di cư theo mùa của chúng bao gồm một khoảng cách từ 1.500 đến 2.000 m (4.900 ft đến 6600), với một động lực thúc đẩy chúng treo lên đó trong tháng năm và một cuộc rút lui xuống thấp trong tháng Mười. Con đực trưởng thành thường sống ở độ cao cao hơn so với con cái và con non của chúng. Chúng cùng tham gia cùng bầy đàn trong mùa sinh sản. Trong suốt mùa hè, các con sơn dương cũng làm một cuộc di cư hàng ngày, di chuyển nhiều đến 1.000 m (3.300 ft) theo chiều dọc giữa đồng cỏ để ăn và thời gian ban đêm để nghỉ ngơi.

## Sinh sản

### Sinh đẻ
Sơn dương nuôi con bắt đầu từ cuối tháng 11 đến đầu tháng Giêng, với ca sinh diễn ra vào tháng Năm và tháng Sáu, sau một thời gian mang thai của 160-165 ngày. sơn dương con sơ sinh cân nặng 3,4-4,1 kg (7,5-9,0 lb); chúng thường là động vật sống đơn độc và sinh con một lứa, mặc dù khoảng 3% thai kỳ kết quả trong cặp sinh đôi. Sơn dương non cực kỳ nhanh nhẹn, có khả năng leo dốc lớn về sau khi sinh ra chỉ một ngày trong cuộc đời.
Chúng thường bắt đầu ăn mẫu cỏ sau một tháng, nhưng vẫn tiếp tục bú cho đến khoảng tháng Mười Hai. Tăng trưởng của chúng tương đối chậm, với con cái sẽ không đạt kích thước đầy đủ của chúng trong năm năm, và các sơn dương đực tơ vào khoảng 10 hay 11 tuổi. Con cái trưởng thành thuần thục về tình dục lúc hai năm tuổi, nhưng, trong tự nhiên, thường là không nuôi được con cho đến khi lên bốn tuổi. Sơn dương miền đông có thể lai giống với sơn dương miền tây và với dê nhà mặc dù điều này là không phổ biến trong tự nhiên.